# Maurice Feltin
Maurice Feltin (15 de maio de 1883 - 27 de setembro de 1975) foi um cardeal francês da Igreja Católica Romana. Ele serviu como arcebispo de Paris de 1949 a 1966, e foi elevado ao cardinalato em 1953 pelo papa Pio XII.

## Biografia
Nascido em Delle, Território de Belfort, filho de Charles Feltin e Marie Haas, Maurice Feltin estudou no mosteiro beneditino de Delle-Mariastein; mais tarde, na escola jesuíta de Lyon; e, finalmente, completou sua formação teológica e filosófica no seminário de Saint-Sulpice de Issy-les-Moulineaux. Recebeu o diaconato para a arquidiocese de Besançon em 19 de dezembro de 1908, na Igreja de São Sulpício em Paris, de Léon-Adolphe Amette, arcebispo de Paris.
Ordenado sacerdote em 3 de julho de 1909, na Igreja de São Sulpício, pelo arcebispo Amette. Ele então foi Vigário de Sainte-Marie-Madeleine de 1909 a 1914, momento em que foi feito um oficial no exército francês durante a Primeira Guerra Mundial. Por seu trabalho, ele foi premiado com a Croix de Guerre, o Médaille militaire e cavaleiro da Légion d'honneur (1931). De 1919 a 1925, na arquidiocese de Besançon, foi cura de Giromagny; e depois, de 1925 a 1927, pároco de Sainte-Marie-Madeleine.
Em 19 de dezembro de 1927, Feltin foi nomeado bispo de Troyes pelo papa Pio XI. Recebeu sua consagração episcopal em 11 de março de 1928, do cardeal Henri-Charles-Joseph Binet, com os bispos Paul-Jules-Narcisse Rémond e Jean-Marcel Rodié servindo como co-consagradores. Seu lema episcopal era Animan pro ovibus. Feltin foi promovido a arcebispo de Sens em 16 de agosto de 1932, e mais tarde foi nomeado arcebispo de Bordeaux em 16 de dezembro de 1935.
Após a derrota da França no verão de 1940, Feltin apoiou o regime de Vichy do Marechal Pétain. No entanto, ele também abrigou judeus que fugiam da França ocupada pelos alemães e ajudou o Grão-Rabino da França a escapar da Gestapo.
Em 15 de agosto de 1949, ele se tornou o vigésimo terceiro arcebispo de Paris. Pouco depois, em 29 de outubro, foi nomeado vigário apostólico militar da França. Foi criado Cardeal-presbítero de Santa Maria della Pace pelo Papa Pio XII no consistório de 12 de janeiro de 1953. Foi legado papal para a consagração da basílica de Santa Teresa de Lisieux (1954). Em 16 de junho de 1954, tornou-se bispo para os fiéis de rito oriental na França. Ele foi um dos cardeais eleitores que participaram do conclave de 1958 e do conclave de 1963. Participou do Concílio Vaticano II de 1962 a 1965.
No começo de 1952, Feltin condenou a lenda do Papai Noel, alegando que ela rebaixou o "significado cristão do Natal ". Foi um dos três cardeais franceses que foram a Roma em novembro de 1953 para defender o movimento dos padres operários. Em 1959, solicitou ao Santo Ofício que o movimento dos Padres operários fosse revivido, ainda que sob rígido controle; seu pedido, no entanto, foi negado.
Durante a Guerra da Argélia, Feltin apoiou fortemente o exército francês e rejeitou as alegações de tortura generalizada como "exageros". Ele acusou as pessoas que espalharam essas informações de minar a unidade nacional e insultar a honra do exército. No outono de 1959, ele se encontrou com o general Jacques Massu, um dos principais defensores do uso da tortura, assegurando-lhe que a Igreja apoiava o exército. Feltin denunciou o uso da tortura em 1960, mas continuou sua oposição à legalização da objeção de consciência na França, rejeitando as objeções à guerra por certos católicos franceses. Nos círculos católicos anti-guerra, as ações de Feltin foram recebidas com desagrado.
Em 1962, liderou uma revolução na vestimenta clerical para padres. Ele autorizou padres em seu território a abandonar a longa e esvoaçante batina em favor da vestimenta do clérigo. Dois anos depois, o cardeal recorreu à publicidade de página inteira em jornais parisienses para pedir dinheiro para construir mais igrejas. Em 1963, Feltin negou a Édith Piaf um funeral religioso devido a sua vida "controversa". Após o primeiro encontro entre a Igreja e a Maçonaria, realizado em 11 de abril de 1969 no convento do Divino Mestre em Ariccia, ele foi um dos protagonistas dos apertos de mão públicos entre altos prelados e os chefes da Maçonaria.
Na Ordem Nacional da Legião de Honra, foi nomeado por decreto como Oficial em 1951; Comendador em 1959; Grande-Oficial em 1967; e Grã-Cruz em 1974.
Foi o primeiro presidente internacional do movimento Pax Christi (1950–1965). Também presidiu a Conferência Episcopal da França (1964-1969). Renunciou como arcebispo de Paris em 1 de dezembro de 1966, bem como aos cargos de vigário apostólico militar e bispo para o rito oriental, tornando-se arcebispo emérito.
Cardeal Feltin morreu em um mosteiro em Thiais, fora de Paris, aos 92 anos, de uma infecção pulmonar, e foi enterrado na Catedral de Notre-Dame.